# Gucci Bandanna
Gucci Bandanna è un singolo del rapper statunitense Soulja Boy, estratto dal suo secondo album in studio iSouljaBoyTellem. La canzone, è stata realizzata con le partecipazioni di Gucci Mane e Shawty Lo. Il singolo è uscito il 26 aprile 2009.

## Classifiche
| Classifica (2008-2009)                 | Posizione più alta |
| -------------------------------------- | ------------------ |
| U.S. Hot R&B/Hip-Hop Songs (Billboard) | 89                 |